# Dimitrie Țichindeal
Dimitrie Țichindeal (n. 1775, Becicherecu Mic – d. 20 ianuarie 1818, Timișoara) a fost un preot, cărturar, fabulist, traducător și militant român pentru emanciparea românilor din Banat.

## Biografie
S-a născut în familia preotului Zaharia și a urmat studiile la școlile sârbești din satul natal și din Timișoara, acolo unde s-a familiriazat cu limba sârbă și germană. Odată terminate studiile, devine învățator la Belinț (1794), iar mai apoi la Beregsău și mai apoi inspector școlar: de la Cr. Direcție pentru vizitația școalelor rânduit. În anul 1801 urmează cursurile clericale la Timișoara, avându-i profesori pe Pavel Kenghelaț și Mihail Roșu-Martinovici. Pe cei doi dascăli Țichindeal i-a descris laudativ astfel:
„Dumnezeirea a bine voit a trimite nouă mai vârtos însă preoțimei noastre luminarea cea trebuincioasă și isbăvirea de nebunii și de credinți deșarte, prin preacinstitul, înalt învățatul Pavel Kengelați, arhimandritul mănăstirei S. George și doctor în sfânta teologie, în reședința episcopească a Timișorii. Acesta din destul vrednic de laudă bărbat din dumnezeiască grădină a cules florile acele, pe care prorocii și apostolii și cei mai slăviți ai tuturor popoarelor învățători cu înțelepciunea lor le-au sădit; iar nouă spre buna mirosire a faptelor bune și spre luminarea minții prin noi le sădește și ni le împărtășește. Iară a doua prin mult făcătoriul de bine Mihail Martinovici, tâlcuitorul teologiei în reședința episcopească a Timișorii”
După ce termină, în 1802, seminarul teologic din Timișoara se întoarce în satul natal și devine învățător, apoi preot. În 1802 a tipărit la Buda o traducere din limba sârbă după Dositei Obradovici: Sfaturile înțelegerii celei sănătoase prin bine înțeleptul Dositei Obradovici întocmite iară acum întăia dată întoarse despre limba sârbească și întru acest chip în limba daco-românească așezate, iar în anul 1808 publică alte două traduceri — Adunare de lucruri moralicești de folos și spre veselie, prin Dositei Obradovici întocmită, iară acum în limba daco-românească traduse și Epitomul sau scurte arătări pentru sfânta biserică, pentru veșmintele ei și pentru dumnezeiasca Liturghie care se săvârșește într-însa, așișderea și pentru preotul și slujitorul lui Dumnezeu.
În 1805 participă la campania împotriva lui Napoleon în calitate de confesor militar.
La 29 iunie 1807, din calitatea de preot paroh al Becicherecului-Mic, împreună cu protopopul Ștefan Atanasievici al Lugojului, protopopul Gheorghe Petrovici din Belinț și preotul Petru Popovici din Bocșa îi prezintă o petiție împăratului Francisc I, în numele tuturor românilor din Banatul-Timișan prin care susțineau drepturile românilor și stăruie pentru cultura națională românească, izgonită prin stăpânirea excluzivă a clerului sârb patronat de Mitropolia de la Carloviț, argumentând vechimea elementului românesc prin vechimea elementului romanic și susținea numirea unui director român peste școlile românești din Banat în locul răposatului director Dimitrie Ștefanovici. Ei cer să se numească:
„...un bărbat învățat, cu caracter moral, care să cunoască temeinic limba românească [...] care să delăture piedicile creșterii tinerimii române, ca această tinerime la timpul său, luminată fiind prin școală, să șteargă opinia greșită ce s-a format despre poporul român; un bărbat, care să trezească virtuțile strămoșești în neamul nostru, care virtuți nu s.au stins, ci stau numai înăbușite din pricina educațiunii neglijate, ca astfel urmașii spre cel mai mare folos al binelui public, să fie adevărați Români”
Petiția a fost probabil înmânată personal împăratului cu ocazia vizitei acestuia la Timișoara în anul 1807.
Înființându-se în noiembrie 1812, la Arad, o shoala preparandă sau pedagoghicească a nație românești, Tichindeal a fost numit profesor de învățătura legii sau catihetă.
În toamna anului 1813 episcopul greco-catolic Samuil Vulcan de la Oradea a trimis profesorilor Preparandiei arădene un concept de petiție prin care românii ortodocși din Eparhia Aradului să solicite împăratului numirea unui episcop român după moartea episcopului Pavel Avramovici. Țichindeal a făcut greșeala de a arăta această petiție unui asesor comitatens de la Arad, astfel mitropolitul a aflat de existența ei și a făcut tot posibilul să o împiedice. În primăvara anului 1814, Țichindeal a înmânat personal petiția Supplex Libellus Valachorum diocesis Aradiensis Francesco I-o collata mense iulii 1814 împăratului.
În 1814 îi apare la Buda Filosoficești și politicești prin fabule moralnice învățături. Acum întâia oară culese și într-acest chip pe limbă românească întocmite... — o traducere după același luminat sârb, Dositei Obradovici. În luna iunie a aceluiași an, este revocat din funcția de profesor, deoarece se afla, împreună cu Moise Nicoară și C. Diaconovici-Loga, în fruntea unei acțiuni pentru numirea unui episcop român la Arad, care ar fi putut sprijini revendicările naționale ale românilor și organiza viața culturală în Banat. Autoritățile îi confiscă fabulele, sub acuzația că s-ar ridica contra constituției împărăției. Totuși, reușește să mai funcționeze la Arad până în iunie 1815. Plângerea înaintată la împărat, la Viena, nu a avut nici o urmare.
Țichindeal a fost acuzat că alături de C. D. Loga agită preoții din diacezele Vârșeț, Arad și Timișoara prin propagarea naționalismului românesc. De asemenea, relația apropiată a lui Țichindeal cu episcopul greco-catolic Samuil Vulcan i-a facilitat ierarhiei sârbe să creeze nedumeriri în rândul românilor ortodocși. A fost acuzat că la un examen „lunar din doctrina religiunii”, pe vremea când activa la Preparandie, a susținut că papa Romei este și trebuie să fie capul văzut al întregii biserici creștine.
Se retrage în satul său natal, iar în toamna anului 1817 se îmbolnăvește grav. La 20 ianuarie 1818 se stinge din viață la vârsta de numai 43 de ani, într-un spital din Timișoara. Este îngropat în satul său natal, Becicherecu Mic, conform dorinței sale.

## Opera

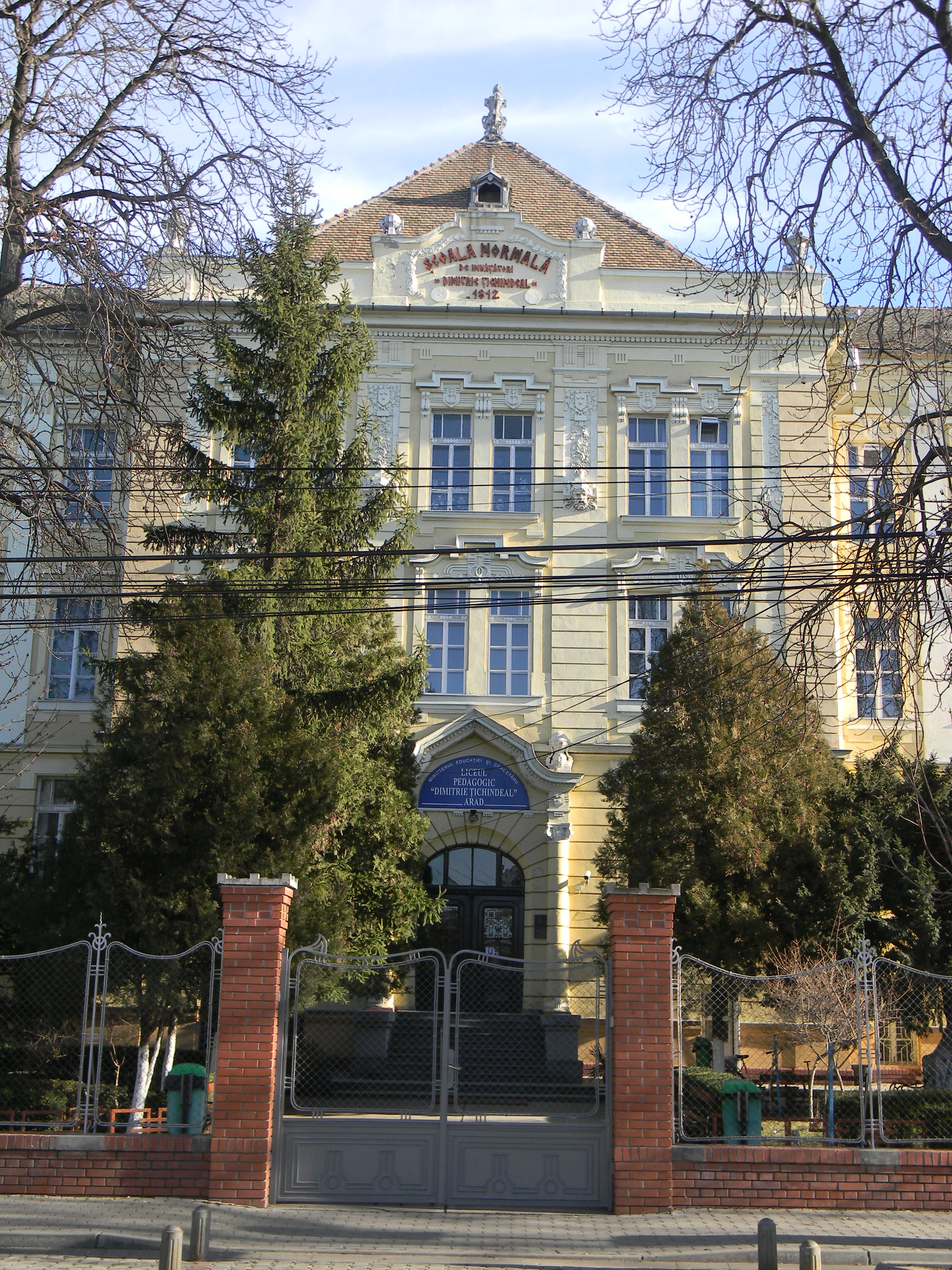
Liceul Pedagogic „Dimitrie Țichindeal” din Arad

Literar, Țichindeal s-a ocupat de traducerea de texte din limba sârbă în română pentru a promova educarea și emanciparea maselor românești.
Traduce mai ales lucrările marelui iluminist sârb Dositei Obradovici. Traduce și adaptează inclusiv unele fabule de mare circulație, pe care le-a publicat mai târziu, modificate ușor, ca fiind creații proprii. De aceea au o valoare nu atât literară, cât simbolică, fiind adaptate de la viața și obiceiurile sârbilor la realitatea românească.
- Sfaturile înțelegerii celei sănătoase prin bine înțeleptul Dositei Obradovici întocmite iară acum întăia dată întoarse despre limba sârbească și întru acest chip în limba daco-românească așezate, Buda, 1802, 168 p.
- Adunare de lucruri moralicești de folos și spre veselie, prin Dositei Obradovici întocmită, iară acum în limba daco-românească traduse, Buda, 1808, XXIV + 104 p.
- Epitomul sau scurte arătări pentru sfânta biserică, pentru veșmintele ei și pentru dumnezeiasca Liturghie care se săvârșește într-însa, așișderea și pentru preotul și slujitorul lui Dumnezeu.
- Prin scurte întrebări și răspunsuri .... Buda, 1808, XIV + 80 p. (traducere după o lucrare a lui Dionisie Novacovici);
- Filosoficești și politicești prin fabule moralnice învățături. Acum întâia oară culese și într-acest chip pe limbă românească întocmite..., Buda, 1814, cu 160 fabule (ed. a II-a,a librarului Iosif Romanov si prefatata de I. Heliade Rădulescu, București 1838; ed. a III-a, de pr. I. Rusu, Arad, 1885; O ediție îngrijită și prefațată de Virgil Vintilescu, Timișoara, 1975).
- Arătare despre starea acestor noao întroduse sholasticești instituturi ale nației românești, sârbești și grecești, Buda, 1813, 62 p.
- Îndreptări moralicești tinerilor foarte folositoare, Buda, 1813, 74 p. (lucrări originale)
- În manuscris, câteva lucrări teologice: Despre sărbători, Dogmaticeasca teologie sau cuvântare de Dumnezeu a pravoslavnicei mărturisiri a Răsăritului, Păstoreasca teologie sau învățăturii despre datoriile preoțești, Catehismul, litoria bisericească
- Fabule și moralnice învățături

## In memoriam

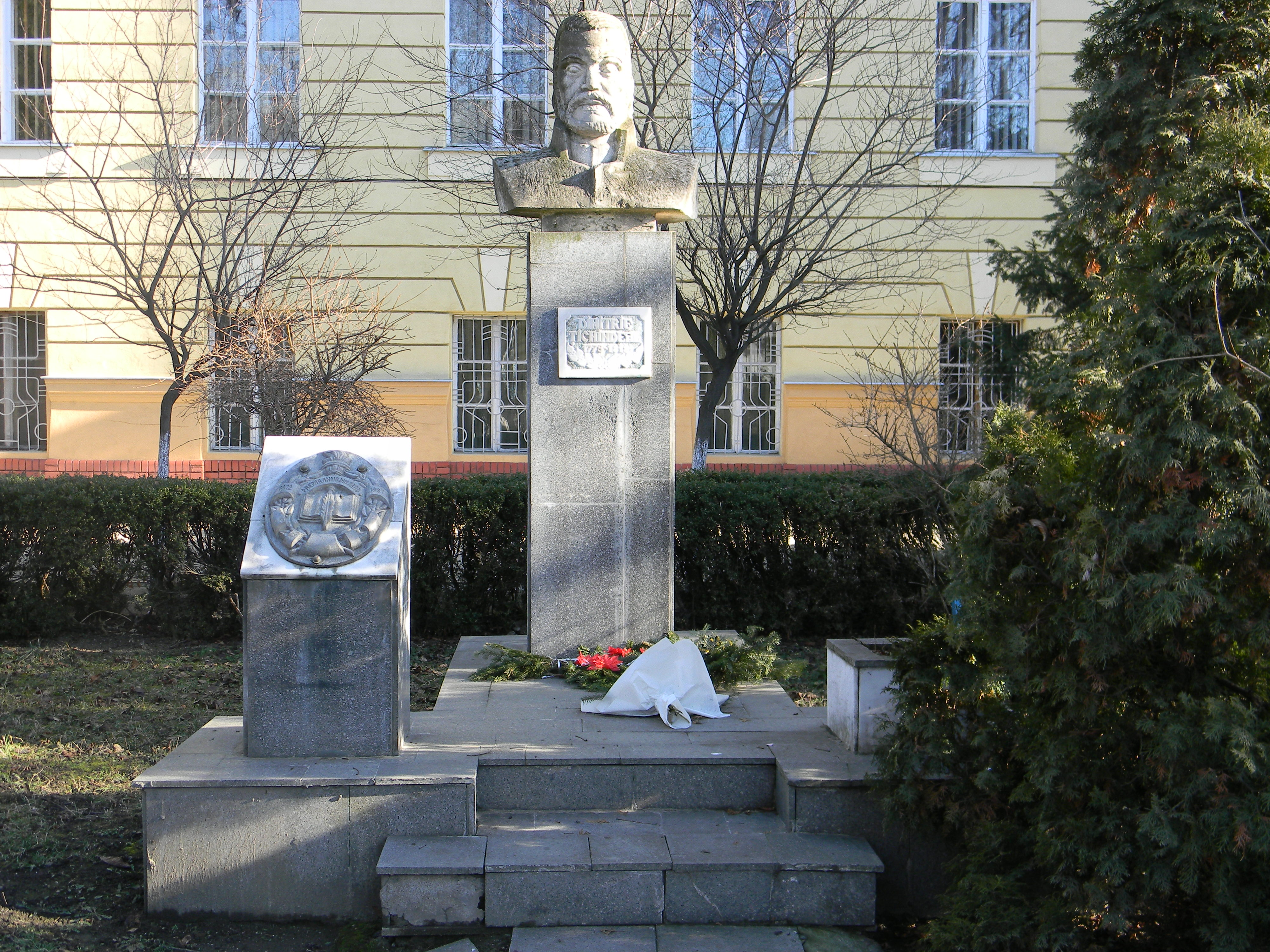
Bustul lui Dimitrie Țichindeal în curtea Liceului Pedagogic din Arad

- În Becicherecu Mic există un monument în cinstea lui chiar în curtea școlii generale cu același nume, "Școala cu clasele I-VIII Dimitrie Țichindeal Becicherecu Mic".
- În satira Epigonii, Mihai Eminescu l-a numit „Țichindeal, gură de aur”.
- Liceul pedagogic din Arad îi poartă numele, având un bust al lui Țichindeal ridicat în curte.
- În municipiile București, Arad și Timișoara sunt străzi care îi poartă numele.